# چایخانسر
چایخانسر، در اصل چاه خان سر،یا چاخانی سر ،  روستایی از توابع بخش چابکسر شهرستان رودسر در استان گیلان ایران است که در ۵ کیلومتری کلاچای و ۱۰ کیلومتری چابکسر قرار دارد. این روستا دارای ۳۶۰ خانوار و ۱۲۸۵ نفر جمعیت است ، این روستا دارای مرکز مخابراتی،خانه بهداشت،مدرسه،مسجد ،پایگاه مقاومت بسیج ، پارک ، زمین ورزشی ساحلی و شورای اسلامی می باشد اعضای شورای اسلامی چایخانسر عبارتنداز سیدکریم سیدآقائی ، محمود محمدی و هومن حاجی زاده و علی طریقی دهیار این روستاهستند ، مزار شهیده نرجس خانعلی‌زاده پرستار فداکار و اولین شهیده مدافع سلامت کشور که در مبارزه با  ویروس کروناجان خود را  از دست داد نیز در این روستا میباشد.

## تاریخ
مدفن سپهسالار آل کیا، سید ظهیر الدین المرعشی نویسنده کتاب گیلان و دیلمستان، چاه خان سر بوده است. در آن زمان چایخانسر جز قریه سیاهکلرود محسوب می شده است.
همچنین این روستا زادگاه  نویسنده کتاب راز پنهان سید قوام الدین حسینی و 
نویسنده کتاب روستای من چایخانسر
علی رحمتی رضائی  میباشد

## جمعیت
این روستا در دهستان سیاهکلرود قرار دارد و براساس آخرین سرشماری مرکز آمار ایران، جمعیت آن ۱۲۸۵نفر (۳۶۰ خانوار) بوده‌است.